# Karna (альбом)
«Карна» — другий альбом українського метал-гурту «Карна». Виданий 10 лютого 2010 на лейблі «Наш Формат».

## Список композицій
| #                          | Назва                       | Тривалість |
| -------------------------- | --------------------------- | ---------- |
| 1.                         | «Залиши»                    | 3:54       |
| 2.                         | «В обіймах сплячого сонця»  | 4:07       |
| 3.                         | «Цей дощ»                   | 3:50       |
| 4.                         | «Хмара»                     | 3:45       |
| 5.                         | «Моя мила»                  | 3:59       |
| 6.                         | «У полум'ї війни»           | 3:58       |
| 7.                         | «Ті, що танцюють на голові» | 3:20       |
| 8.                         | «Не дізнаєшся ніколи»       | 3:05       |
| 9.                         | «Хеллоу»                    | 3:35       |
| 10.                        | «Навіщо»                    | 4:04       |
| 11.                        | «В хаті моїй дідько»        | 3:28       |
| 12.                        | «Серце»                     | 3:54       |
| 13.                        | «Дитино»                    | 4:35       |
| 14.                        | «Я ніч»                     | 4:29       |
| Загальна тривалість: 54:07 |                             |            |

## Учасники запису
У записі альбому взяли участь:

### КАРНА
- Олексій Ярош — спів;
- Владислав Ярун — гітара, акустична гітара, клавішні, програмування[en], бек-вокал;
- Максим Маслак — бас-гітара;
- Олег «Боб» Білоус — ударні.

### Запрошені музиканти
- Наталія Дзеньків (Lama) — рояль (трек 5)
- Віктор Вдович — бас-гітара
- М. Червонецький — ударні
- А. Добриднєва — клавішні, рояль, бек-вокал

### Інші учасники
- Ігор Пригоровський — звукоінженер;
- Влад Ярун — звукоінженер;
- Олег Яшник — звукоінженер;
- Влад Ярну — зведення;
- Віталій Телезин — зведення (трек 5);
- Творча майстерня «Кульбаба» — дизайн;
- Ярослав Зень — дизайн лого;
- Віталій Бєлоусов — рельєф;
- Олексій Гуз — фото.